# Thuế carbon

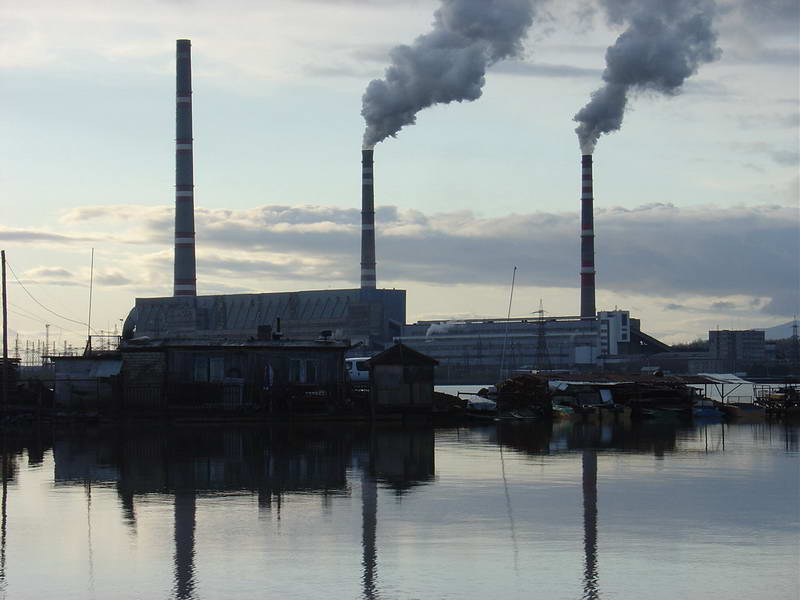
Một nhà máy nhiệt điện chạy bằng than ở Luchegorsk, Nga. Thuế carbon sẽ đánh thuế việc sản xuất điện sử dụng than.

Thuế carbon hay thuế cacbon là một loại thuế môi trường đánh vào lượng carbon của nhiên liệu. Đây là một hình thức định giá carbon. Các nguyên tử carbon có mặt trong mọi nhiên liệu hóa thạch (than, dầu mỏ, khí tự nhiên) và thải ra khí CO2 (cacbonic) khi được đốt cháy. Ngược lại, những nguồn năng lượng không có khả năng cháy như năng lượng gió, năng lượng Mặt Trời, năng lượng nước và năng lượng hạt nhân không chuyển đổi hydrocarbon thành CO2, một trong những khí nhà kính có tác dụng cầm giữ nhiệt lượng trong khí quyển Trái Đất, không cho thoát ra ngoài vũ trụ. Giới khoa học đã chỉ ra những hậu quả có thể xảy ra ảnh hưởng đến khí hậu toàn cầu nếu quá nhiều khí nhà kính bị sản sinh ra và thải vào bầu khí quyển. Vì khí nhà kính được sinh ra do việc đốt cháy nhiên liệu hóa thạch có liên quan mật thiết tới hàm lượng carbon tích chứa trong từng loại nhiên liệu đó, thuế carbon có thể được đặt ra dựa theo hàm lượng carbon trong mỗi loại nhiên liệu taị bất cứ khâu nào trong chu trình sản xuất của nhiên liệu đó.
Thuế carbon cung cấp một biện pháp có hiệu quả cao và phí tổn phải chăng để làm giảm lượng khí nhà kính phát thải. Xét về khía cạnh kinh tế, thuế carbon được xem là một loại của thuế Pigou. Thuế carbon giúp xử lý về vấn đề các nhà phát thải khí nhà kính không phải chịu đầy đủ phí tổn xã hội về hậu quả do hành động và chính sách của họ gây ra. Thuế carbon cũng có thể là một loại thuế lũy giảm nếu xét theo việc nó có thể trực tiếp/gián tiếp ảnh hưởng đến những nhóm thành viên có thu nhập thấp. Ảnh hưởng giảm dần của thuế carbon có thể được chỉ định bằng việc sử dụng cơ chế thu thuế mang tính ưu đãi cho các nhóm thu nhập thấp. Tuy nhiên, tiền trợ giá cho nhiên liệu hóa thạch trên toàn cầu hàng năm đã lên đến 550 tỉ Mỹ kim.
Thuế carbon có thể dùng để đánh vào việc đốt các loại nhiên liệu hóa thạch - những sản phẩm dùng than và nhiên liệu như xăng dầu, nhiên liệu hàng không và khí tự nhiên - tương ứng với hàm lượng carbon thải ra. Theo đó, bằng cách đẩy giá nhiên liệu hóa thạch tăng như một hệ quả tất yếu, thuế carbon vô tình đã làm tăng khả năng cạnh tranh của ngành công nghệ không carbon với những ngành đốt nhiên liệu hóa thạch truyền thống. Thuế carbon đã góp phần bảo vệ môi trường đồng thời nâng cao doanh thu quốc gia. Có một số ý kiến phê phán, cho rằng thuế carbon cũng như các biện pháp điều tiết về an toàn môi trường có thể khiến các cơ sở kinh doanh phải di dời và làm người dân mất việc làm, tuy nhiên một số ý kiến khác cho rằng thuế carbon thật ra hiệu quả hơn so với các biện pháp điều tiết trực tiếp và có thể làm tăng số công ăn việc làm..
Một số quốc gia đã thực thi việc đánh thuế carbon dựa trên hàm lượng carbon phát thải. Phần lớn các sắc thuế liên quan đến môi trường trong các quốc gia OECD được đặt ra dựa trên năng lượng tiêu thụ và khói xả do phương tiện giao thông đường bộ gắn máy thay vì tính toán lược CO2 thải ra một cách trực tiếp. Một số quốc gia ví dụ như Hoa Kỳ, CHND Trung Hoa, Nga, Ấn Độ đã có những động thái chống lại việc đánh thuế carbon vì một số nguyên do, tỉ như các quốc gia này sử dụng nhiều nhiên liệu carbon để sản xuất điện năng.

## Bối cảnh và nguyên do

### CO2và hiện tượng nóng lên toàn cầu
Thuế carbon là một trong những chính sách giúp các chính phủ làm giảm lượng khí nhà kính thải ra.
Cacbonic là một trong số những khí nhà kính do con người tạo ra và những khí nhà kính thì có tác dụng cầm giữ nhiệt độ của khí quyển Trái Đất. Giới khoa học nhìn chung đã thống nhất là khí nhà kính do con người thải ra là nguyên nhân chính của hiện tượng nóng lên toàn cầu, và cacbonic là loại khí nhà kính nhân tạo chiếm vai trò chủ đạo nhất. Hiện nay, mỗi năm có 27 tỉ tấn cacbonic được thải ra trên toàn thế giới bởi hoạt động của con người. Ảnh hưởng vật lý của CO2 lên bầu khí quyển có thể được tính toán bởi sự thay đổi về trạng thái cân bằng năng lượng của bầu khí quyển Trái Đất – khái niệm mang tên là cưỡng bức bức xạ của CO2.
Theo Nghị định thư Kyoto, phát thải CO2 được điều tiết cùng với phát thải các khí nhà kính khác. Những khí nhà kính khác nhau có tính chất vật lý khác nhau và thế năng làm nóng địa cầu được xem là chuẩn quốc tế chung để tính toán lượng khí nhà kính phát thải cho tất cả các loại khí nhà kính khác nhau theo đơn vị đương lượng carbon.

### Cơ sở kinh tế học
Bản mẫu:Taxation
Thuế carbon là một loại thuế gián tiếp, nó đánh vào các hoạt động giao dịch chứ không đánh vào thu nhập như thuế trực tiếp. Thuế carbon cũng được xem là một phương tiện định giá vì nó áp đặt một mức "giá" cho lượng cacbonic phát thải A carbon tax is also called a price instrument, since it sets a price for carbon dioxide emissions. Trong lý thuyết kinh tế, ô nhiễm được coi là ảnh hưởng ngoại lai mang tính tiêu cực, ảnh hưởng lên các bên tham gia gián tiếp trong một giao dịch, dẫn đến kết quả là thất bại thị trường. Nhằm buộc các bên tham gia đối diện với vấn đề này, nhà kinh tế học Arthur Pigou đã đề xuất đánh thuế các mặt hàng (trong trường hợp này là nhiên liệu hydrocarbon) vốn là nguồn cơn của các ảnh hưởng ngoại lai tiêu cực (ví dụ khí cacbonic) nhằm phản ánh chính xác phí tổn của quá trình làm ra sản phẩm đối với xã hội, từ đó có thể quốc tế hóa phí tổn liên quan đến việc sản xuất này. Tên của Arthur Pigou được đặt cho một loại thuế đánh vào ảnh hưởng ngoại lai, và phải ngang bằng với phí tổn biên do tổn thất gây ra.
Theo phương án của Pigou, sự thay đổi kèm theo mang tính chất biên, và quy mô của ngoại lai được giả định là đủ nhỏ để không làm xáo trộn toàn bộ nền kinh tế. Nhưng theo ý kiến của giới khoa học, tác động của biến đổi khí hậu có thể rất khủng khiếp và sự thay đổi không hề mang tính biên. Không mang tính biên ở đây được hiểu là có thể làm suy giảm đáng kể thu nhập và phúc lợi của xã hội. Lượng tài lực cần thiết để đầu tư vào công cuộc ngăn chận các tác động của biến đổi khí hậu vẫn còn đang tranh cãi. Chính sách cần áp dụng để làm giảm phát thải carbon cũng phải có tác động không mang tính biên.
Giá của nhiên liệu hydrocarbon được dự kiến là sẽ còn tăng vì càng nhiều quốc gia bước vào quá trình công nghiệp hóa thì sẽ khiến nhu cầu nhiên liệu tăng. Để tạo động lực cho việc tiết kiệm năng lượng, thuế carbon nên giúp cho các nguồn năng lượng tái tạo như gió, mặt trời và địa nhiệt ở vị thế mang tính cạnh tranh cao hơn và nhờ đó kích thích sự phát triển của chúng.

### Phí tổn xã hội của việc phát thải carbon
Việc đánh thuế carbon cũng là để bù đắp cho phí tổn xã hội gây ra do việc phát thải carbon.
Phí tổn xã hội của carbon (social cost of carbon - SCC) là phí tổn biên của việc phát thải một tấn carbon (dưới dạng cacbonic) tại bất kì thời điểm nào. Để tính toán phí tổn xã hội này thì cần phải ước định được thời gian lưu trú trong khí quyển của cacbonic cũng như tác động của biến đổi khí hậu. Tác động của việc tăng thêm một tấn cacbonic trong khí quyển sẽ được chuyển đổi thành các tác động tương đương của việc phát thải một tấn CO2. Trong kinh tế học, việc so sánh tác động theo thời gian yêu cầu phải có một tỉ lệ chiết khấu (discount rate) có vai trò xác định trọng lượng đặt trên tác động xảy ra ở những thời điểm khác nhau.
Theo lý thuyết kinh tế học, nếu việc tính toán phí tổn xã hội do carbon và hệ thống thị trường là hoàn hảo, thuế carbon phải bằng với phí tổn xã hội này và lượng phát thải cho phép cũng vậy. Tuy nhiên, trên thực tế thì cả hai điều kiện trên không xảy ra (Yohe., 2007:823).
Lượng CO2 gây ôn nhiễm được tính bởi khối lượng của ô nhiễm. Đôi khi, lượng này được đo đạc trực tiếp bởi khối lượng của phân tử cacbonic, và trong trường hợp này đơn vị thường dùng là "tấn cacbonic" hay viết tắt là "tCO2". Tuy nhiên, trong những trường hợp khác chỉ có khối lượng của nguyên tử carbon trong khí phát thải được tính đến và lần này, đơn vị sử dụng là "tấn carbon" hay "tC". Ước tính về phí tổn của ô nhiễm do phát thải cacbonic được tính theo đơn vị Mỹ kim trên một tấn carbon ($X/tC) hoặc một tấn cacbonic ($X/tCO2). Một tấn carbon thì gần bằng với khoảng 4 tấn cacbonic, xét theo tổng khối lượng phân tử của cacbonic là 44, trong khi tổng khối lượng nguyên tử carbon trong 1 phân tử cacbonic là 12, tỉ lệ là 44/12 gần bằng 3,6667.
Việc ước tính phí tổn xã hội của phát thải carbon chưa đưa ra được kết quả chính xác một cách chắc chắn. Yohe (2007:813) tổng kết các nghiên cứu về phí tổn xã hội của phát thải carbon và cho ra kết quả: ước tính năm 2005 thì phí tổn xã hội trung bình của phát thải carbon là 43 Mỹ kim/tấn carbon, với độ lệch chuẩn là 83 Mỹ kim/tấn carbon. Biên độ dao động rộng như vậy có nguyên do là những yếu tố bất định trong ngành khoa học về biến đổi khí hậu (ví dụ độ nhạy khí hậu, tức lượng nhiệt độ tăng lên nếu nồng độ cacbonic trong khí quyển tăng gấp đôi), do việc sử dụng tỉ lệ chiết khấu khác nhau của từng nghiên cứu, kết quả định giá khác nhau của các tác động kinh tế và phi kinh tế, thái độ nghiên cứu khác nhau về khái niệm "công bằng kinh tế", và kết quả ước tính khác nhau về tác động tiềm ẩn của biến đổi khí hậu. Một số ước tính khác cho ra ít nhất ba thứ bậc kết quả, từ dưới 1 Mỹ kim/tấn carbon đến hơn 1.500 Mỹ kim/tấn carbon. Giá trị thực của phí tổn xã hội do phát thải carbon được dự đoán là sẽ tăng theo thời gian, với tốc độ tăng vào khoảng 2-4%/năm.

### Rò rỉ carbon
Rò rỉ carbon là hiệu ứng mà trong đó, việc kiểm soát phát thải carbon chỉ diễn ra tại một quốc gia hay vùng lãnh thổ, trong khi các khu vực khác thì không phải chịu sự kiểm soát giống như vậy. Hiệu ứng rò rỉ có thể là âm (làm tăng hiệu quả của việc giảm phát thải trên quy mô chung) hoặc dương (làm giảm hiệu quả của việc giảm phát thải trên quy mô chung) Rò rỉ âm là hiệu ứng mong muốn và thường được gọi là "tràn đầy" (spill-over).
Theo Goldemberg. (1996, tr. 28), rò rỉ ngắn hạn cần được xem xét và đối chiếu với rò rỉ dài hạn. Một chính sách, ví dụ thuế carbon chỉ đánh vào các nước phát triển có thể dẫn đến sự rò rỉ carbon xảy ra ở các nước đang phát triển. Tuy nhiên, rò rỉ âm vận có thể xảy ra nếu xét đến việc giảm nhu cầu về than đá, dầu mỏ, khí đốt ở các nước phát triển và làm giảm giá các mặt hàng này trên thế giới, nhờ đó các nước phát triển có thể áp dụng nhiều loại nhiên liệu hydrocarbon, thay thế than đá bằng các loại nhiên liệu khác như dầu mỏ và khí đốt, làm giảm phát thải trong các quốc gia này. Tuy nhiên, xét về dài hạn, nếu việc chuyển giao các công nghệ ít ô nhiễm bị trì hoãn thì việc thay thế bởi hiệu ứng thu nhập sẽ không thu được lợi ích dài hạn nào.

### Thuế quan và chính sách cấm
Liên quan đến những thiệt thòi trong vấn đề cạnh tranh giữa các quốc gia áp dụng thuế carbon và các quốc gia không dùng thuế carbon, một số chính sách đã được thực thi để xứ lý vấn đề này. Những chính sách tương tự cũng được áp dụng để bắt buộc các quốc gia phải áp đặt thuế carbon. Một số ví dụ trong số đó là nâng mức thuế quan và chính sách cấm xuất nhập khẩu liên quan đến phát thải carbon.
Thuế quan có thể đánh lên lượng phát thải quy cho việc nhập khẩu từ các quốc gia không sử dụng các biện pháp điều tiết phát thải carbon. Một biện pháp khác là cấm hẳn việc giao dịch một số mặt hàng với các quốc gia không đánh thuế carbon. Các biện pháp này được cho là có thể mang lại bất lợi cho các quốc gia bị trừng phạt, với tư cách là một biện pháp liên quan đến giao dịch (Gupta., 2007). Hiện nay, Tổ chức Thương mại Thế giới (World Trade Organization) chưa có luật lệ quy định thật cụ thể về vấn đề thuế liên quan đến khí hậu. Khía cạnh hành chính của việc thay đổi thuế quan cũng đang được thảo luận.\

### Đánh thuế thẳng lên nhiên liệu xăng dầu (xăng, dầu diesel, nhiên liệu cho động cơ phản lực...)
Từ cách đây nhiều năm, nhiều quốc gia OECD đã đánh thuế thẳng lên nhiên liệu chạy động cơ, ví dụ như nước Anh đã đánh thuế lên các xe chạy nhiên liệu hydrocarbon tỉ như xăng và dầu diesel. Mức thuế được điều chỉnh để đảm bảo các nhiên liệu chứa hàm lượng carbon khác nhau sẽ chịu một mức thuế khác nhau và được đánh thuế một cách công bằng.
Trong khi thuế đánh trực tiếp sẽ gửi một thông điệp rõ ràng đến người tiêu dùng, loại thuế này cũng gặp phải những khó khăn và thách thức, ví dụ như:
- Có thể mất một thập kỉ hoặc hơn để các xe cộ hao tốn nhiều nhiên liệu được thay thế bởi các mẫu xe hiệu quả hơn.
- Có thể các yếu tố chính trị sẽ ngăn cản những người cầm quyền áp dụng các mức thuế mới này.
- Có một số bằng chứng cho thấy cách người tiêu dùng xài nhiên liệu không hoàn toàn phụ thuộc vào giá nhiên liệu. Đến lượt mình, nó có thể ngăn cản các nhà sản xuất chế tạo ra những mẫu xe mà họ cho là ít có khả năng bán chạy. Cách làm khác tỉ như đặt ra tiêu chuẩn bắt buộc cho động cơ hoặc thay đổi mức thuế thu nhập có thể có tác động to lớn tương tự.
- Trong nhiều quốc gia, nhiên liệu đã bị đánh thuế để nâng cao ý thức người dân và tạo nguồn thu cho các dịch vụ công ích. Kinh nghiệm cho thấy độ co giãn giá cả của nhiên liệu không lớn và tăng thuế nhiên liệu sẽ ít gây ảnh hưởng đến kinh tế. Tuy nhiên, trong các trường hợp đó, động cơ đằng sau việc đánh thuế không được rõ ràng.

Một số ý kiến cho rằng thuế hợp lý đánh vào nhiên liệu xe cộ sẽ làm cân bằng hiệu ứng bật nảy (rebound effect), từng xảy ra khi việc tiêu thụ nhiên liệu tăng lên dù hiệu suất động cơ liên tục được cải thiện. Trong hiệu ứng bật nảy, thay vì lượng nhiên liệu tiêu thụ giảm đi, người tiêu dùng lại có xu hướng sử dụng máy móc nhiều hơn và mua nhiều loại máy móc mạnh hơn, làm tăng số nhiên liệu được dùng.

### Tính toán mức thuế
Mức thuế carbon phải đóng cao hay thấp tùy thuộc vào loại nhiên liệu sử dụng. Lượng cacbonic sản sinh ra từ nhiên liệu (khối lượng hay thể tích) nhân với phí tổn xã hội sẽ ra mức thuế. Dựa trên kết quả trung bình lấy từ việc tổng hợp các báo cáo ($43/tC hay $12/tCO2) ta có kết quả sau:
| Nhiên liệu                  | Lượng CO2 phát thải (tính theo khối lượng) | Thuế (theo đơn vị nhiên liệu)  | Lượng CO2 phát thải (tính theo khối lượng) | Thuế tính theo kW điện năng |
| --------------------------- | ------------------------------------------ | ------------------------------ | ------------------------------------------ | --------------------------- |
| xăng                        | 19,6 lb/gal Mỹ (2,35 kg/L)                 | $0.11/USgal ($0.028/L)         | n/a                                        | n/a                         |
| dầu diesel                  | 22,3 lb/gal Mỹ (2,67 kg/L)                 | $0.12/USgal ($0.032/L)         | n/a                                        | n/a                         |
| nhiên liệu động cơ phản lực | 22,1 lb/gal Mỹ (2,65 kg/L)                 | $0.12/USgal ($0.032/L)         | n/a                                        | n/a                         |
| khí thiên nhiên             | 0,1206 lb/cu ft (1,93 kg/m3)               | $0.00066/foot khối ($0.023/m³) | 117 lb/MBTU (181 g/kW giờ)                 | $0.0066                     |
| than đá non                 | 2791 lb/tấn (1.396 kg/kg)                  | n/a                            | 215 lb/MBTU (333 g/kW giờ)                 | $0.0121                     |
| than nửa bitum              | 3715 lb/tấn (1.858 kg/kg)                  | n/a                            | 213 lb/MBTU (330 g/kW giờ)                 | $0.0119                     |
| than bitum                  | 4931 lb/tấn (2.466 kg/kg)                  | n/a                            | 205 lb/MBTU (317 g/kW giờ)                 | $0.0115                     |
| than anthraxit              | 5685 lb/tấn (2.843 kg/kg)                  | n/a                            | 227 lb/MBTU (351 g/kW giờ)                 | $0.0127                     |

Mức thuế đánh vào mỗi kilôoát giờ điện năng phụ thuộc vào hiệu suất nhiệt của từng nhà máy điện. Thông số ở bảng trên lấy dữ liệu từ ước tính của Hiệp hội Vật lý Hoa Kỳ (American Physical Society - APS) là vào khoảng 10.3 BTU/W giờ (33%). APS dự tính rằng các nhà máy điện trong tương lai, nhất là nhà máy điện dùng tuốc bin khí, sẽ có hiệu suất cao hơn, có khi đến hơn 50%. Giả sử hiệu suất là 100% thì mức thuế sẽ là 3.412 BTU/W giờ. Xem định luật Carnot để biết về giới hạn trên của hiệu suất nhà máy điện trên thực tế.

### Thuế carbon cân đối
Cooper (1998, 2001) đã đề xuất một dạng "thuế carbon cân đối" (harmonized carbon tax) trong đó tất cả các quốc gia sẽ cùng dùng chung một biểu thuế carbon để tối ưu hóa hiệu quả của việc đánh thuế. Tuy nhiên, đề xuất của Copper được cho là có một số nhược điểm. Ví dụ như, xét về mức độ phúc lợi và trách nhiệm về khí hậu khác nhau theo từng quốc gia, việc bắt các nước giàu và nghèo cùng dùng chung biểu thuế bị cho là không công bằng. Xét về mức độ dao động của thuế má, thì việc áp dụng biểu thuế chung cũng không khả thi về mặt chính trị, Ngoài ra, người ta cũng thắc mắc là các nước giàu sẽ có động lực gì trong việc thực thi đánh thuế, và các chính phủ hoàn toàn có khả năng vô hiệu hóa thuế carbon trên một số lĩnh vực kinh tế nào đó.

## Ý kiến ủng hộ
Cựu phó tổng thống Hoa Kỳ Al Gore bày tỏ sự ủng hộ mạnh mẽ đối với chính sách thuế carbon trong tác phẩm Earth in the Balance. Điều này trở thành một trách nhiệm chính trị sau khi Đảng Cộng hòa cáo buộc Gore là "kẻ cuồng tín". Khi Gore tranh cử tổng thống vào năm 2000, một người chụp mũ thuế carbon của ông là "giải pháp kế hoạch hóa tập trung" và có ý đồ muốn quay trở về phương pháp Chính sách Mới (New Deal) giống như cha mình (Albert Gore, Sr.).
Năm 2001, nhà khoa học môi trường Lester Brown, người sáng lập Viện Worldwatch và là chủ tịch của Viện Chính sách Trái Đất đã soạn thảo một kế hoạch chi tiết về chuyển đổi cơ cấu thuế, giúp cho mức thuế tổng không tăng lên, như sau:
| “               | Chính sách này có nội dung giảm thuế thu nhập và lấy phần giảm đó bù bằng thuế đánh lên các hoạt động có hại cho môi trường, ví dụ như việc phát thải cacbon và các chất thải độc hại, việc sử dụng nguyên liệu khoáng sản thô, việc sử dụng các thùng, chai chứa đồ uống không thể tái sử dụng, phát thải thủy ngân, sản sỉnh rác thải, sử dụng thuốc trừ sâu, sử dụng các sản phẩm dùng một lần rồi bỏ... những hành vi này cần phải bị hạn chế bởi biện pháp đánh thuế. | ” |
| — Lester Brown, | |   |

Brown sau đó bổ sung rằng, việc thay đổi cấu trúc đánh thuế như vật sẽ tạo ra một "thị trường trung thực", và một thị trường thể hiện sự thực về môi trường sẽ có tác dụng tái cơ cấu nền kinh tế. Năm 2011 Brown dự đoán chi phí của việc thay đổi cơ cấu thuế như vậy, bao gồm cả việc sử dụng công nghệ tân tiến và nguyên-nhiên liệu có thể tái phục hồi, sẽ giúp nâng cấp khái niệm về an ninh quốc gia.
Cựu Giám đốc Cục dự trữ Liên bang Mỹ Paul Volcker đề xuất rằng vào ngày 6 tháng 2 năm 2007 rằng sẽ khôn ngoan hơn nếu đánh thuế lên, ví dụ như, dầu mỏ, thay vì ngồi chờ thị trường làm tăng giá dầu lên.
Nhà khí hậu học NASA James E. Hansen cũng tuyên bố ủng hộ thuế carbon.
Ở Bắc Mỹ, tổ chức phi chính phủ Citizens Climate Lobby đang vận động để hợp pháp hóa thuế carbon, đặc biệt là một mô hình cấp tiến của kiểu đánh thuế "tiền phí và phân chia" (fee and dividend) trong đó số tiền thuế thu được sẽ được chia đều cho các công dân. Tổ chức này có viết 75 chương về Hoa Kỳ và Canada.
Cựu Dân biểu Hạ viện Hoa Kỳ Bob Inglis (Đảng Cộng hòa-bang Carolina Nam) đang giữ vị trí lãnh đạo của tổ chức Sáng kiến Năng lượng và Doanh nghiệp tại Đại học George Mason. Tổ chức này ủng hộ một mô hình bảo thủ cho việc hợp pháp hóa thuế carbon và các biện pháp bảo vệ môi trường.
Một số doanh nhân và nhà lãnh đạo doanh nghiệp cũng ủng hộ thuế carbon, ví dụ:
- Giám đốc điều hành của FedEx, Fred Smith;[61]
- Giám đốc điều hành của Tập đoàn Caterpillar, James Owens;[62]
- Giám đốc điều hành và Chủ tịch của Duke Energy, Paul Anderson.[63]

Monica Prasad, nhà xã hội học công tác tại Đại học Đông Bắc (Hoa Kỳ), từng viết về mô hình thuế carbon ở Đan Mạch trên tờ báo New York Times vào năm 2008. Bà cho rằng mô hình này có thể là kiểu mẫu để áp dụng cho Hoa Kỳ, nhưng một phần quan trọng dẫn đến thành công của Đan Mạch trong việc giảm phát thải đó chính là việc trợ cấp cho các doanh nghiệp chịu sử dụng các phương pháp sản xuất và năng lượng sạch, an toàn cho môi trường.
Nhà kinh tế học Laura D'Andrea Tyson viết vào tháng 6 năm 2013 rằng, "vẻ đẹp" của thuế carbon chính là tính đơn giản dựa trên thị trường, vì nhiều nhà kinh tế học đã chỉ ra là giá cả là phương tiện hiệu quả nhất trong việc định hướng nhà sản xuất và người tiêu dùng. Việc phát thải carbon lâu nay gây ra thiệt hại cho môi trường Trái Đất nhưng chưa được định giá cho những thiệt hại mà nó gây ra, vì vậy thuế carbon sẽ giúp phản ánh phí tổn xã hội của phát thải carbon và đưa ra một thông điệp mạnh mẽ nhằm làm giảm hiện tượng này. Tyson cũng liệt kê một số nhà kinh tế học và chính trị gia nổi tiếng có quan điểm ủng hộ thuế carbon.

## Phân bổ của tác động của thuế carbon
Trong phần lớn các trường hợp, các doanh nghiệp chuyển chi phí của carbon vào những người tiêu dùng. Nghiên cứu thường cho thấy những người tiêu dùng nghèo thường bỏ ra nhiều chi phí hơn vào việc tiêu xài nhiên liệu hoặc mua các sản phẩm tiêu tốn nhiều năng lượng. Chính vì vậy, chi phí gia tăng về năng lượng có thể ảnh hưởng nhiều tới người nghèo hơn là người giàu.
Những nghiên cứu của Metcalf (2008) và Metcalf (2009) đã đánh giá mức độ phân chia tác động của thuế carbon trên các nhóm người dân khác nhau ở Hoa Kỳ. Nghiên cứu vào năm 2008 phân tích ba biểu thuế gần đây nhất vừa được công bố trước Quốc hội Hoa Kỳ, những mức thuế này bản thân là thuế lũy giảm, tuy nhiên khi lợi tức từ thuế được trả trọn gói (lump-sum), thuế lại trở thành lũy tăng. Nghiên cứu năm 2009 phân tích về việc sử dụng mô hình thuế carbon kết hợp với việc cắt giảm thuế lương bổng, và kết quả cho thấy mô kình kết hợp này có thể giúp phân phối thuế một cách trung tính. Với một chút hiệu chỉnh trong việc trả trợ cấp an ninh xã hội dành cho những gia đình có thu nhập thấp nhất, thuế carbon có thể trở thành thuế lũy tăng.
Một nghiên cứu bởi Ekins và Dresner (2004) đánh giá về việc phân bổ tác động của thuế carbon và sự gia tăng thuế nhiên liệu ở Anh. Kết quả cho thấy thuế carbon có thể được hiệu chỉnh để trở thành lũy tăng, tuy nhiên thuế này có thể khiến cho tình cảnh của những người bị ảnh hưởng nặng nhất bởi sự thiếu thốn nhiên liệu trở nên tồi tệ hơn. Xét trường hợp áp thuế cho các phương tiện giao thông, phương pháp hiệu quả nhất để giảm khó khăn cho những người thu nhập thấp có lẽ là gia tăng thuế nhiên liệu và bãi bỏ thuế hàng hóa dành cho phương tiện cơ giới.